# Romulo Fritscher
Romulo Fritscher foi um fotógrafo brasileiro, também escritor, ator, diretor, cinegrafista, músico e poeta.   

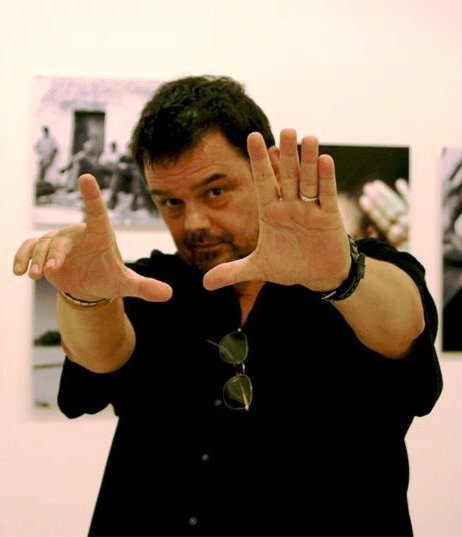
Romulo Fritscher

Começou a fotografar ainda criança nos anos 60. Após 10 anos em fotografia still, trabalhou em cinema com Renato Aragão em 3 longas, Fabio Barreto no Índia, Gustavo Dahl Tensão no Rio, Milton Alencar Junior – os Três Palhaços, como fotógrafo de cena. Foi morar em São Paulo e durante 3 anos trabalhou numa pequena produtora, a Ciclo Filmes, de Romain Lesage filmando com uma ARRI 2C em documentários sobre barragens hidroelétricas; Tucuruí (Pará), Balbina (Amazonas) e o filme "Itaipú, A pedra que canta" – que foi assistido, nos 9 anos que ficou "em cartaz", por mais de 5,5 milhões de pessoas segundo a assessoria de imprensa da Itaipú Binacional e que recebeu também medalha de prata no Festival de Nova Yorque.
Fritscher tem ainda uma grande produção em vídeos como os aclamados "Imagens Roubadas", Grande Prêmio do Festival de Santo André 1987, classificado nas mostras do Riocine Festival e V VideoBrasil e Hors Concours no Riocine Festival 1989. Exibido pela TV Búzios em Julho de1991 e "Pohemia", com Marcos Palmeira, classificado para as mostras do Riocine Festival 1987 e V VideoBrasil e exibido pela TV Búzios em Julho de 1991.
Foi diretor de fotografia em 1991  do curta "Boato, uma Autodefinitude" em 16mm, uma direção coletiva do Grupo Boato tendo recebido "Tatu de Bronze", Filme revelação na Jornada de Cinema da Bahia e o Prêmio PANDA de Fotografia, "Melhor Plano" do Rio Cine Festival 1992
Como editor o vídeo "Zimbabuê" dirigido por Felipe Lacerda foi o segundo lugar no Festival Cinemania TV Manchete.
Recentemente dirigiu, fotografou e editou o making of do filme "Garrincha, Estrela Solitária" do diretor Milton Alencar Junior, que foi exibido mais de 30 vezes no Canal Brasil da NET.
Responsável pela fotografia e edição dos 10 programas Assalto à TV do grupo Cactos Intactos exibidos também no Canal Brasil às terças-feiras em agosto/setembro/outubro de 2007
O ensaio fotográfico Argentinidad, resultado de uma viagem de 12 dias a Argentina com seu unico filho Francisco Fritscher, (Buenos Aires e Bariloche) em julho de 2005, esteve exposto na Galeria do Instituto ArteClara, no Jardim Botânico, durante os meses de outubro e novembro de 2005 e ficou de dezembro a março na galeria da UNIVERSO – Universidade Salgado de Oliveira em Niterói. Foi um grande sucesso de público e crítica. Seu último trabalho como fotografo ilustra a capa do DVD Hoje dos Paralamas do Sucesso lançado em março de 2006.
Morreu de câncer em 15 de fevereiro de 2010.